# Măliniș, Brașov
Măliniș (în maghiară: Malinis) este un sat în comuna Hârseni din județul Brașov, Transilvania, România.